# Coelosia distylata
Coelosia distylata är en tvåvingeart som beskrevs av Soli 1997. Coelosia distylata ingår i släktet Coelosia och familjen svampmyggor. Inga underarter finns listade i Catalogue of Life.